# 北九州市立朽網小学校
北九州市立朽網小学校（きたきゅうしゅうしりつ くさみしょうがっこう）は、福岡県北九州市小倉南区朽網西五丁目にある公立小学校。

## 沿革
- 1872年（明治5年）- 六番学区集義校が設立
- 1880年（明治13年）- 朽網小学校簡易科に改称
- 1892年（明治25年）- 朽網尋常小学校に改称
- 1941年（昭和16年）- 企救郡朽網国民学校に改称
- 1941年（昭和16年）- 小倉市立朽網国民学校に改称
- 1947年（昭和22年）- 小倉市立朽網小学校に改称
- 1963年（昭和38年）- 北九州市立朽網小学校に改称
- 1963年（昭和38年）- 創立九十周年記念式典を挙行
- 1973年（昭和48年）- 創立百周年記念式典を挙行
- 1983年（昭和58年）- 北九州市立東朽網小学校分離開校
- 1994年（平成6年）- 創立百二十周年記念式典を挙行

## 交通
- JR日豊本線・朽網駅下車、徒歩9分
- 西鉄バス北九州朽網小学校バス停からすぐ

## 周辺
- 北九州市立東朽網小学校
- 小倉南警察署朽網交番
- TOTO小倉第二工場